# Elecciones generales de Gibraltar de 2011
Las elecciones generales de Gibraltar de 2011 tuvieron lugar el 8 de diciembre de dicho año. El ministro principal saliente, Peter Caruana, resultó derrotado, siendo sustituido, tras quince años y medio en el poder, por el candidato opositor Fabian Picardo.
Las elecciones fueron convocadas el 3 de noviembre por el gobernador de Gibraltar a petición del ministro principal, Peter Caruana. Se trataba de las segundas elecciones legislativas tras la aprobación de la constitución gibraltareña de 2006. De acuerdo con la legislación gibraltareña, el Parlamento de Gibraltar cuenta con 17 miembros electos. Los electores pueden votar a un máximo de diez candidatos. Los 17 más votados se convierten en miembros del Parlamento.
Se presentaron a las elecciones dos partidos y una coalición. Los dos partidos eran los Socialdemócratas de Gibraltar (GSD), con el ministro principal saliente a la cabeza, Peter Caruana, en busca de su cuarto mandato consecutivo; y el Partido Progresista Democrático (PDP), extraparlamentario, con Keith Azopardi como candidato. La coalición la formaban el Partido Socialista Laborista de Gibraltar (GSLP) y los Liberales, con Fabian Picardo como cabeza de lista. La coalición GSLP/Liberales era la principal fuerza de oposición y contaba con 7 escaños en el Parlamento saliente. Picardo concurría por vez primera como candidato a ministro principal, habiendo sustituido seis meses antes al veterano Joe Bossano, que gobernó el territorio entre 1988 y 1996, que también formaba parte de la candidatura opositora.

## Encuestas
Las primeras encuestas publicadas en 2011 fueron elaboradas por los dos principales periódicos gibraltareños, Gibraltar  Chronicle y Panorama, durante el mes de febrero. Ambas daban por ganadores a la oposición GSLP/Liberales. Según el Gibraltar Chronicle, GSLP/Liberales obtendría un 54% de los votos decididos, GSD 37% y PDP 9%. Según Panorama, diario próximo a los Liberales, GSLP/Liberals obtendría un 53% de los votos, GSD 39% y PDP 8%.
En octubre, el Gibraltar Chronicle y la Corporación Gibraltareña de Radiodifusión (GBC) elaboraron una nueva encuesta, que daba la victoria a la oposición GSLP/Liberales con un 54% de los votos. El partido en el poder, el GSD, obtendría un 38%. El PDP quedaría en un 8%.
Poco antes de las elecciones, el 30 de noviembre, Panorama, publicó una nueva encuesta en la que pronosticaba de nuevo la victoria de la oposición GSLP/Liberales, con un 52% de los votos. El gobernante GSD sería derrotado obteniendo un 43% de los votos. El PDP obtendría un mero 5%. En la misma fecha, el periódico español de La Línea de la Concepción Área publicó otra encuesta que daba por ganador al GSD con un 51,59% de los votos, quedando GSLP/Liberales segundos con un 42,85%.

## Campaña electoral
La campaña se centró en asuntos domésticos, dejando en segundo plano las relaciones con España. Todos los partidos se oponen a cualquier transferencia de soberanía y apoyan, con diferentes matices, el Foro Tripartito de Diálogo.

## Resultados
Las elecciones dieron una ajustada victoria a la oposición, la cual consiguió 10 de los 17 escaños en juego, con un 48,88% de los votos. El GSD obtuvo un 46,76% y el PDP un 4,36%. Fabian Picardo (GSLP/Liberales) fue el candidato más votado (8 781 votos), con Joe Bossano en quinta posición (8 598 votos). Peter Caruana fue el candidato del GSD más votado, en séptimo lugar (8 515 votos). La victoria de la oposición fue, no obstante, más corta que la predicha por los sondeos a pie de urna (que daba 8 puntos de ventaja a la oposición).
| ← Elecciones generales de Gibraltar, 8 de diciembre de 2011 → |                                                  |         |        |         |
| Partidosa | Partidosa                                        | Votosb  | %      | Escaños |
| Coalición | Partido Socialista Laborista de Gibraltar (GSLP) | 59 824  | 34,23  | 7       |
| Coalición | Partido Liberal de Gibraltar                     | 25 590  | 14,64  | 3       |
| Socialdemócratas de Gibraltar (GSD) | Socialdemócratas de Gibraltar (GSD)              | 81 721  | 46,76  | 7       |
| Partido Progresista Democrático | Partido Progresista Democrático                  | 7 622   | 4,36   | 0       |
| Total (participación: %) | Total (participación: %)                         | 174 757 | 100,00 | 17      |
| a Las cifras incluyen los votos obtenidos por todos los candidatos (10) del partido. De acuerdo con la ley electoral gibraltareña, las listas son abiertas y los electores eligen a cada uno de los diez candidatos a los que pueden votar. b Cada votante puede votar a un máximo de diez candidatos. Para conseguir una mayoría, los partidos habitualmente proponen diez candidatos y esperan que los votantes voten "en bloque" a todos los candidatos del partido de su preferencia. De esta forma, el total de votos corresponde a 19 660 votantes, un 82,52% del electorado. |                                                  |         |        |         |

Fabian Picardo tomó posesión, junto con el resto de parlamentarios de su partido, al día siguiente de las elecciones, el 9 de diciembre.